# Rondibilis pascoei
Rondibilis pascoei es una especie de escarabajo longicornio del género Rondibilis, tribu Acanthocinini, subfamilia Lamiinae. Fue descrita científicamente por Thomson en 1868.

## Descripción
Mide 9-10 milímetros de longitud.

## Distribución
Se distribuye por Camboya.